# Villa San Martín (San Juan)
Villa San Martín o San Martín es la localidad cabecera, asiento de actividades institucionales y autoridades gubernamentales del departamento San Martín, ubicada al centro este de tal unidad administrativa, a 18,7 kilómetros, en dirección este, de la ciudad de San Juan, en el centro sur de la provincia de San Juan, Argentina. 
San Martín presenta un área urbana concentradaora de las principales edificaciones de tipo institucional y administarivas (municipalidad) del departamento San Martín, sin embargo el modo de vida rural posee una importante significación, cuya economía se centra, principalmente, en producción de vid con destino, en forma primordial, a la elaboración de vino. 
Su vía de acceso principal es la Ruta Provincial 119, conocida de un modo vulgar o cotidiano con el nombre de "Calle Larga"', sin embargo su nombre es "Calle Sarmiento".

## Población
Cuenta con 1,904 habitantes (Indec, 2001), lo que representa un incremento del 25,6 frente a los 1,516 habitantes (Indec, 1991) del censo anterior.

## Aspecto y posición
El entorno circundante a San Martín es principalmente rural con numerosas plantaciones de vid. Se encuentra emplazado casi el pie de la Sierra de Pie de Palo, al noroeste del principal oasis de la provincia, el Valle del Tulúm. Se halla posicionada en el centro sur de la provincia de San Juan, al este de la ciudad de San Juan, a 17 kilómetros aproximadamente en la parte centro oeste del departamento San Martín.

## Parroquias de la Iglesia católica en Villa San Martín
| Arquidiócesis | San Juan de Cuyo |
| ------------- | ---------------- |
| Parroquia     | San Juan Bosco   |